# Coenosia costata
Coenosia costata este o specie de muște din genul Coenosia, familia Muscidae, descrisă de Stein în anul 1918. Conform Catalogue of Life specia Coenosia costata nu are subspecii cunoscute.